# لوبومیر
لوبومیر (به چکی: Luboměř) یک منطقهٔ مسکونی در جمهوری چک است که در ناحیه نووی ییتشین واقع شده‌است. لوبومیر ۷٫۶۲ کیلومتر مربع مساحت و ۳۷۶ نفر جمعیت دارد و ۵۴۶ متر بالاتر از سطح دریا واقع شده‌است.